# Driving Rain
Albums de Paul McCartney
Wingspan: Hits and History
(2001) Back in the U.S.
(2002)
Driving Rain est un album de Paul McCartney sorti en 2001. Tout en restant orienté vers un rock relativement classique, à l'instar de Flaming Pie et Run Devil Run, il se différencie par des textes très personnels de l'artiste, après la mort de son épouse, Linda, qui est le sujet de plusieurs chansons.
L'album est enregistré à Los Angeles. Deux mois avant sa sortie, McCartney est témoin des attentats du 11 septembre 2001. Il compose alors Freedom pour un concert en hommage aux victimes et la place en fin d'album.
Si l'album est particulièrement apprécié par la critique, il se vend assez mal. Il devient disque d'or aux États-Unis où il atteint la 26e place des ventes, et disque d'argent au Royaume-Uni, en 46e place.

## Liste des chansons
Compositions de Paul McCartney, sauf indication contraire.
1. Lonely Road – 3:16
2. From a Lover To a Friend – 3:48
3. She's Given Up Talking – 4:57
4. Driving Rain  – 3:26
5. I Do – 2:56
6. Tiny Bubble – 4:21
7. Magic – 3:59
8. Your Way – 2:55
9. Spinning On an Axis (Paul McCartney - James McCartney) – 5:16
10. About You – 2:54
11. Heather – 3:26
12. Back in the Sunshine Again (Paul McCartney - James McCartney) – 4:21
13. Your Loving Flame – 3:43
14. Riding Into Jaipur  – 4:08
15. Rinse the Raindrops – 10:08
16. Freedom (Chanson cachée) – 3:34

## Interprètes
- Paul McCartney : chant, basse, guitares, piano
- Rusty Anderson : guitares, chœurs
- Eric Clapton : guitare sur Freedom
- Gabe Dixon : claviers, chœurs
- David Kahne : Synthétiseur, guitare, samples, programmation
- Abe Laboriel Jr : Batterie, percussions, chœurs
- James McCartney : percussion (sur Spinning on a axis) et guitare (sur Back in the sunshine again).
- Ralph Morrison : violon (sur "Heather")
- David Campbell, Matt Funes, Joel Derouin, Larry Corbett : quatuor à cordes sur Loving flame.

### Équipe technique
- David Khane : producteur
- Mark Dearnley : ingénieur du son

## Divers
Le livret a été mis en page par Norman Hathaway
Les photos ont été prises par Paul McCartney avec une montre Casio.